# 王景岐
王 景岐（おう けいき）は中華民国の外交官・政治家・学者。1940年代までの中華民国において各国公使をつとめ、また外交官の中では比較的早期から中国国民党に属していた人物である。字は石孫。号は流星。

## 事績

### 外交官へ
初めは武昌方言学堂法文（フランス語）班で学ぶ。1900年（光緒26年）、フランスへ政治学を学ぶために留学した。1903年（光緒29年）帰国し、京漢鉄路で秘書をつとめる。1908年（光緒34年）、再びフランスに留学してパリ政治学院に入学するとともに、駐フランス公使館で翻訳（通訳）をつとめた。1910年、パリ政治学院を卒業し、イギリスのオックスフォード大学で国際法を専攻している。
中華民国成立後の1912年（民国元年）に帰国し、北京政府の農林部編纂となる。1914年（民国3年）に、外交部主事、憲法研究会調査員、外交部検事を歴任した。同年4月、華洋訴訟会委員・同会秘書処秘書を兼任する。翌年6月、外交部参事となった。同年9月、キャフタで開催された中国・ロシア・モンゴルによる3か国会議で、中国側参賛をつとめている。1916年（民国5年）、北京大学法科講師も兼務した。1917年（民国6年）、駐イタリア公使館二等秘書となる。翌年12月、フランスで開催されたパリ講和会議で中国代表団の参事をつとめた。1920年（民国9年）1月、帰国し、外交部和約研究会会員と司法部法権討論会会員を兼務している。同年、中独通商条約締結委員をつとめた。

### 中国国民党への加入

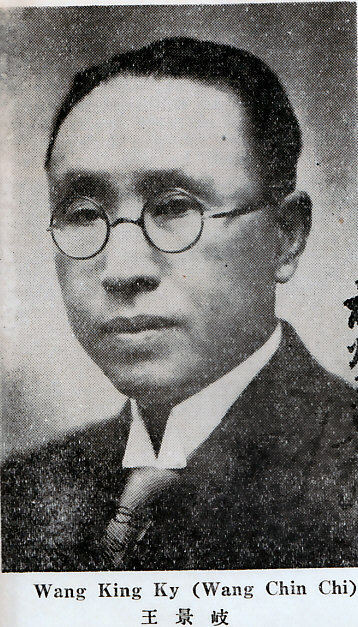
王景岐別影
Who's Who in China 4th ed. (1931)

1921年（民国10年）8月、ベルギー全権公使に任ぜられ、後に中国国民党駐フランス総支部部長を兼務した。1923年、国民党駐欧総支部執行部部長となる。同年、国際連盟に全権代表として出席し、1927年と1928年も同様に全権代表をつとめた。1928年11月、国連アヘン会議全権代表となる。
1929年（民国18年）3月、ベルギー公使としての任務を終了して帰国する。これとあわせて、ルーヴァン・カトリック大学より政治学・社会学の名誉博士号を授与された。同年12月、国立労働大学校長となる。以後、華北政治委員会顧問、中華民国拒毒（アヘン拒絶）会主席、外交部条約委員会副委員長を歴任した。1932年（民国21年）1月、国難会議会員として招聘されている。
1936年（民国25年）5月、駐スウェーデン兼駐ノルウェー全権公使に任命され、赴任する。1938年、駐ポーランド全権公使に転じたが、翌年9月、ドイツのポーランド侵攻に伴い、公使館を撤収し、ベルギー、次いでフランスへ避難・待命した。1940年10月、スイスのジュネーヴに移り、引き続き待命している。1941年8月25日、公使在任のままジュネーブで病没。享年60（満59歳）。

## 注
1. ↑  徐主編（2007）、153頁と劉主編（2005）、231頁による。東亜問題調査会編（1941）、11頁は「1884年」生まれとする。
2. 1 2  徐主編（2007）、153頁。
3. 1 2 3 4 5  劉主編（2005）、231頁。
4. 1 2 3 4  東亜問題調査会編（1941）、11頁。
5. ↑  徐主編（2007）、153-154頁。
6. 1 2  徐主編（2007）、154頁。